# Griffintown
Griffintown est un quartier anciennement ouvrier du Sud-Ouest de Montréal. Situé au nord du canal de Lachine, le quartier est circonscrit par la rue Notre-Dame, l'autoroute Bonaventure et le boulevard Georges-Vanier.

## Histoire
Le 8 août 1654, la Société Notre-Dame de Montréal accordent aux Religieuses Hospitalières de Saint-Joseph le fief Nazareth. Les Sœurs transfèrent le fief en 1792 à Thomas McCord (en). Les associés de McCord revendent le fief en 1796 à Robert et Mary Griffin qui subdivisent le terrain en lots à bâtir. La construction du canal de Lachine, ouvert en 1825, attire la population et favorise la construction des maisons. En 1832, le quartier Sainte-Anne qui inclut Griffintown est constitué.
Il a été peuplé par des Irlandais débarqués à Grosse-Île en 1847. Fuyant la famine de leur pays d'origine, plusieurs furent attirés par les possibilités de vie meilleure au Canada. La proximité du port, le canal de Lachine et les voies ferrées favorisent la création d'industries, d'entrepôts, de manufactures qui embauchent les Irlandais dans des conditions de travail pénibles et insalubres. Ils ont fortement contribué à la construction du pont Victoria et du canal de Lachine. Une bonne endurance physique et la tolérance à des journées de travail de quinze heures étaient les principales exigences. Plusieurs ouvriers travaillèrent au port, dans les usines, ou à la construction du chemin de fer Grand Trunk. La communauté irlandaise se rassemblait au square Gallery, nommé d'après les frères Gallery, John et Daniel Gallery, avec son chalet construit en 1930 dont il reste quelques vestiges, et à l'église St. Ann, construite en 1854 et détruite en 1970.

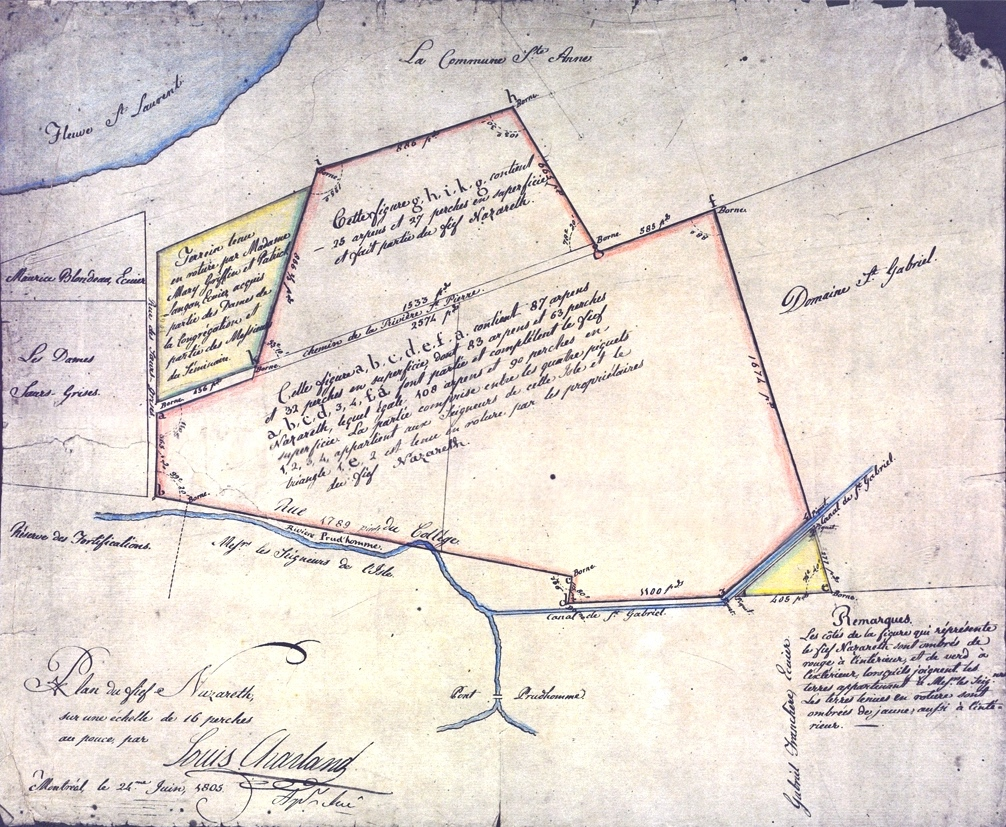
Plan du fief Nazareth, 1805.
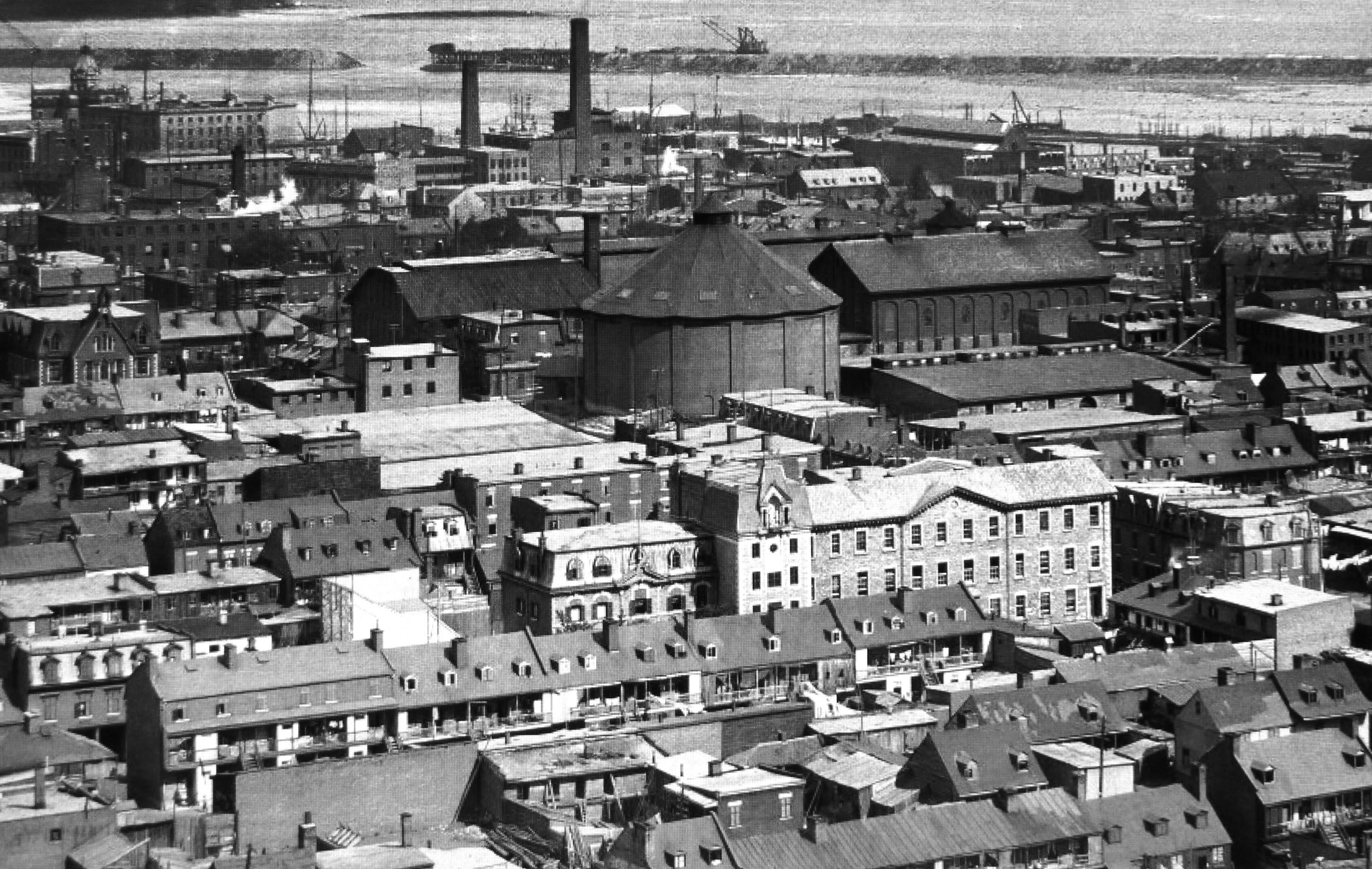
Griffintown en 1896.
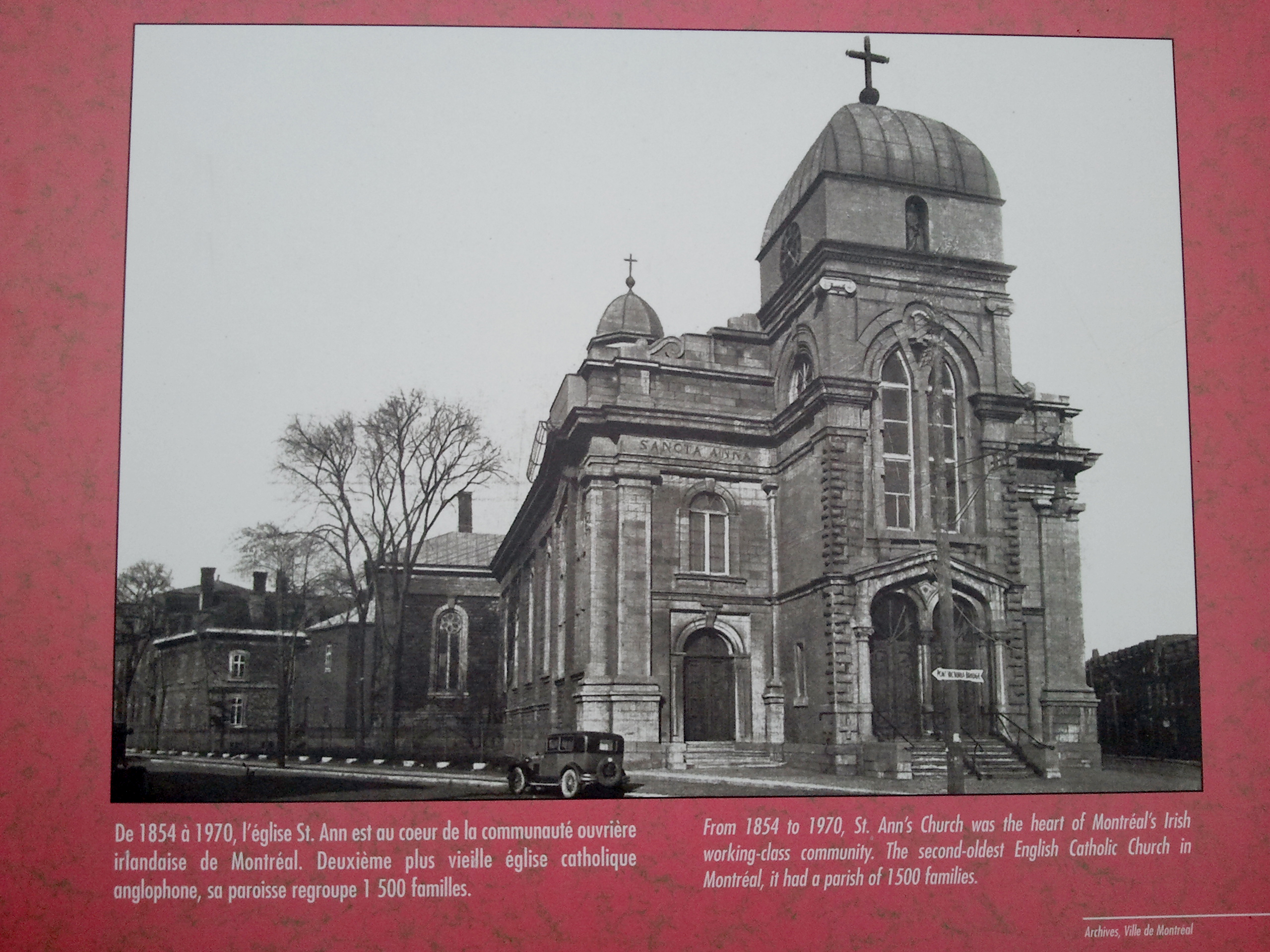
L'Église St. Ann au XXe siècle.
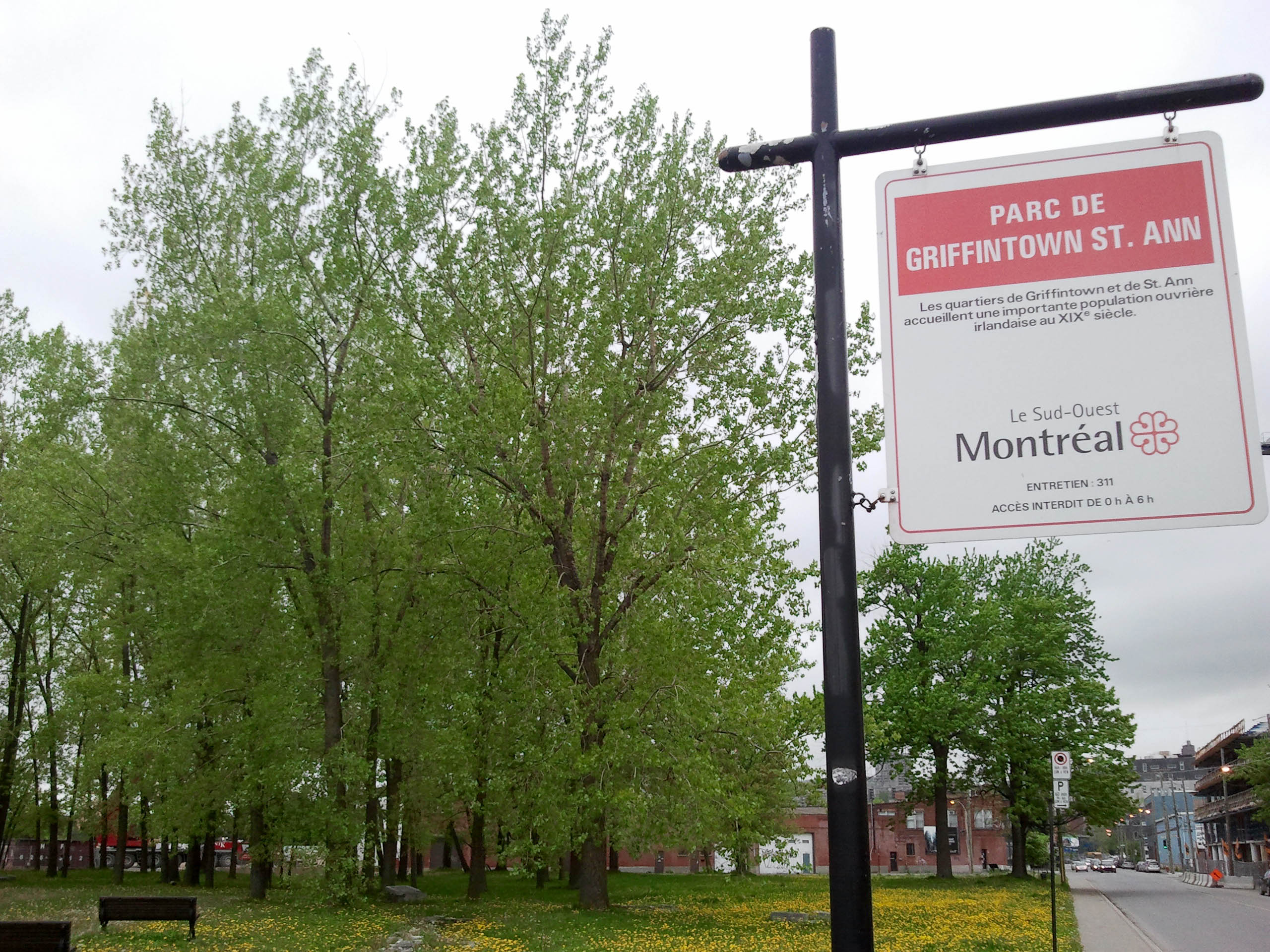
Parc de Griffintown St. Ann.

## Détérioration des conditions de vie

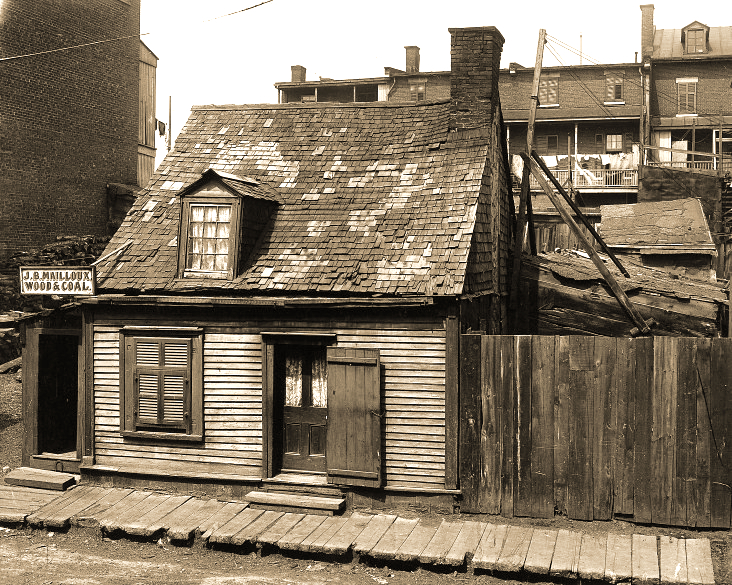
Maison à Griffintown en 1903.

Le développement rapide du secteur au XIXe siècle n’est pas entièrement positif : beaucoup de maisons ont été construites rapidement pour loger les ouvriers des nouvelles usines. Au début des années 1900, ces maisons, manquant d’entretien, deviennent des taudis. Se pose aussi un problème de surpeuplement : les appartements sont parfois subdivisés pour accueillir d’autres familles. Au commencement du XXe siècle, 30 000 personnes s’entassent à Griffintown, un maximum jamais plus atteint. 
Le secteur est mal desservi par le réseau d’aqueduc et il est régulièrement frappé par des incendies, des inondations et des épidémies. Une première grave épidémie de typhus tue ainsi 6 000 Irlandais en 1847. Dès les premières années du XXe siècle, les ouvriers les plus riches commencent à quitter Griffintown et la population stagne. Beaucoup vont quand même rester en raison du faible coût des loyers et de la présence de services communautaires, surtout destinés à la communauté irlandaise. 
Avec le déclin de l'activité industrielle et du rôle du canal de Lachine après l'ouverture de la voie maritime, le quartier perd peu à peu sa population. En 1963, la ville de Montréal décide de raser le quartier en créant une zone industrielle. Le quartier fut finalement renommé en Faubourg-des-Récollets. Il fait partie de l'arrondissement du Sud-Ouest.

## Dans la culture populaire
Richard Burman a réalisé un documentaire en 2003 intitulé Ghosts of Griffintown. Il raconte l'histoire de Mary Gallagher, une prostituée qui fut brutalement assassinée en 1879 et dont la légende veut qu'elle revienne à tous les sept ans sur la rue William à la recherche de sa tête. Le documentaire explore aussi l'histoire du quartier en utilisant cette légende comme métaphore reflétant le fait que la communauté a disparu comme un fantôme.
Alan Hustak a écrit un livre intitulé The Ghost of Griffintown qui explore en détail le meurtre de Mary Gallagher.
Le réalisateur Michel Régnier a réalisé un film sur le sujet en 1972. David O'Keefe (en) a écrit une émission de télévision documentaire en anglais intitulé The Ghosts of Griffintown.
Lisa Gasior a créé le projet Sounding Griffintown, qui est une promenade conçue pour être faite individuellement. Ce projet présente une description et des entrevues sur le paysage changeant de l'endroit.
Il reste peu de vestiges de l'époque. Mentionnons le Griffintown Horse Palace, écuries datant de 1860, et une rangée de maison sur la rue de la Montagne. Une d'elles a été intégrée à un projet de condominiums.

## Situation

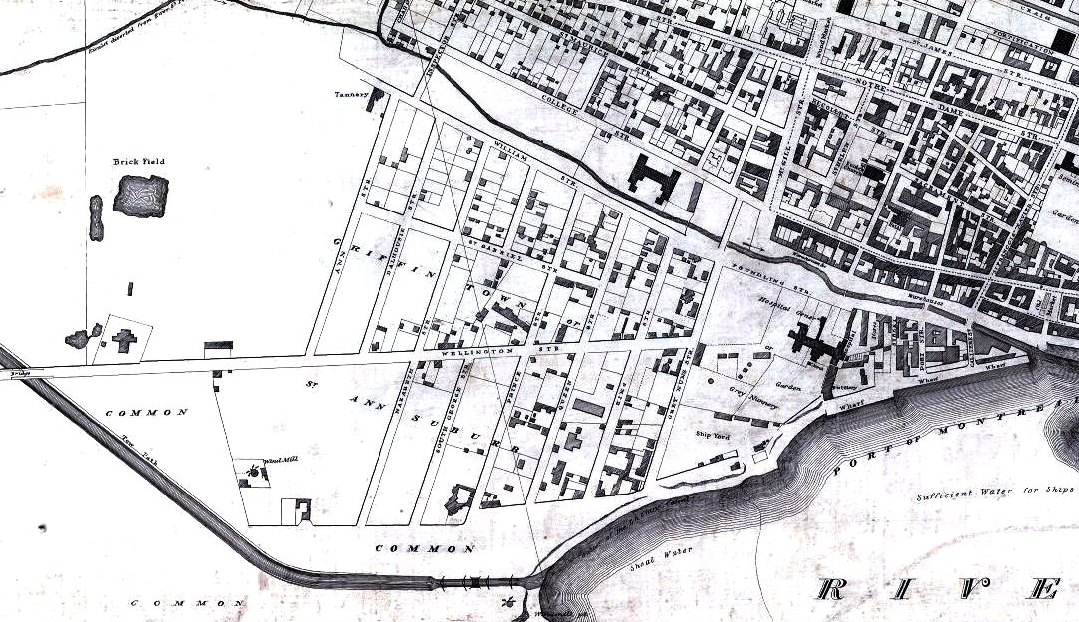
Plan de Montréal en 1825 : Griffintown

La Cité du Multimédia a été bâtie en partie au-dessus des ruines. Les restes sont conservés dans le musée McCord. 
En 2005, le projet de déménagement du Casino de Montréal aux abords du bassin Peel, dans un complexe de divertissement en partenariat avec le Cirque du Soleil, suscite la controverse à cause de l'impact social de l'implantation d'un établissement de jeu dans un quartier défavorisé. Le projet fut finalement abandonné en 2006.

## Projet de l'autoroute Bonaventure
En avril 2007, le maire de Montréal, Gérald Tremblay, avec la collaboration de la Société du Havre, a annoncé la transformation de l'autoroute Bonaventure en boulevard urbain, ce qui serait une des phases d'un immense projet pour faire revivre le quartier Griffintown. Ce dernier comprendrait des nouvelles tours à bureaux, des condos, des résidences universitaires ainsi qu'une ligne de tramway.

## Projets immobiliers

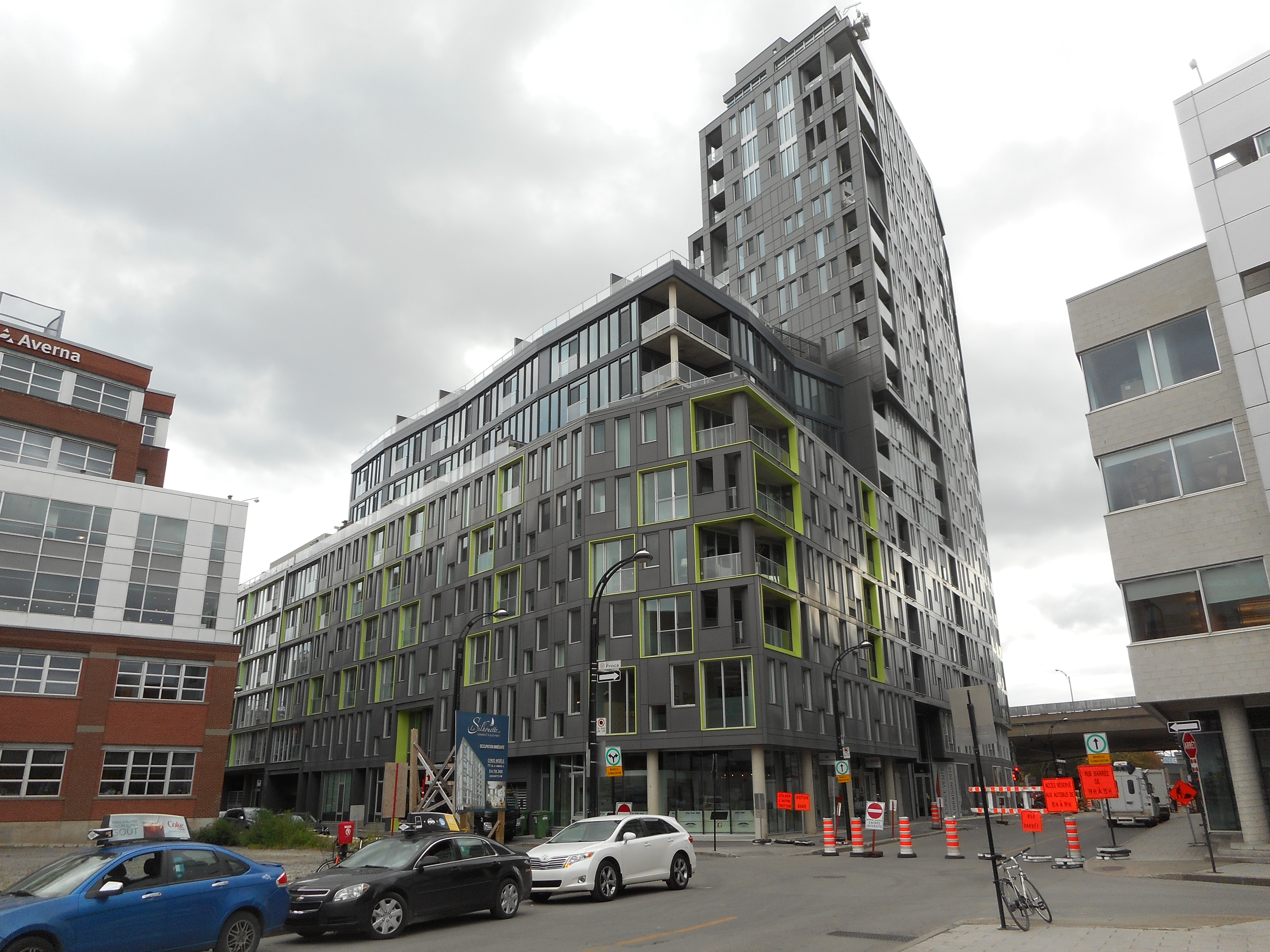
M9 phase 2

Des projets immobiliers sont entamés dès 2003. Un promoteur rénove des anciennes usines de chocolat Lowney (Cherry Blossom), une icône du quartier, ajoutant au fil des années 1 625 unités d'habitation.
En 30 août 2010, le promoteur Devimco annonce des investissements de 475 millions de dollars la construction de 4 tours comprenant 1 375 logements, des commerces et un hôtel.
Le 11 novembre 2010, le maire d'arrondissement du Sud-Ouest, Benoit Dorais rapporte que Griffintown est la convoitise de plusieurs promoteurs immobiliers car ceux-ci veulent construire vingt-trois projets immobiliers, soit 6 500 logements, du jamais vu à Montréal. L'essor est également favorisé par l'arrivée de l'École de technologie supérieure, la Cité du Multimédia et le Quartier de l'innovation.
Un projet de 1 800 logements certifié LEED vient s'ajouter en 2012 sur l'ancien site de tri postal de Postes Canada.
En 2013, un autre projet vient ajouter 257 logements et des espaces commerciaux au rez-de-chaussée.
Le 900 Saint-Jacques est un gratte-ciel de 63 étages en construction aux limites de Griffintown.
Le 6 avril 2024, l'administration Plante annonce qu’elle compte modifier son règlement d’urbanisme pour simplifier le travail des promoteurs résidentiels dans le quartier Griffintown.

### Galerie

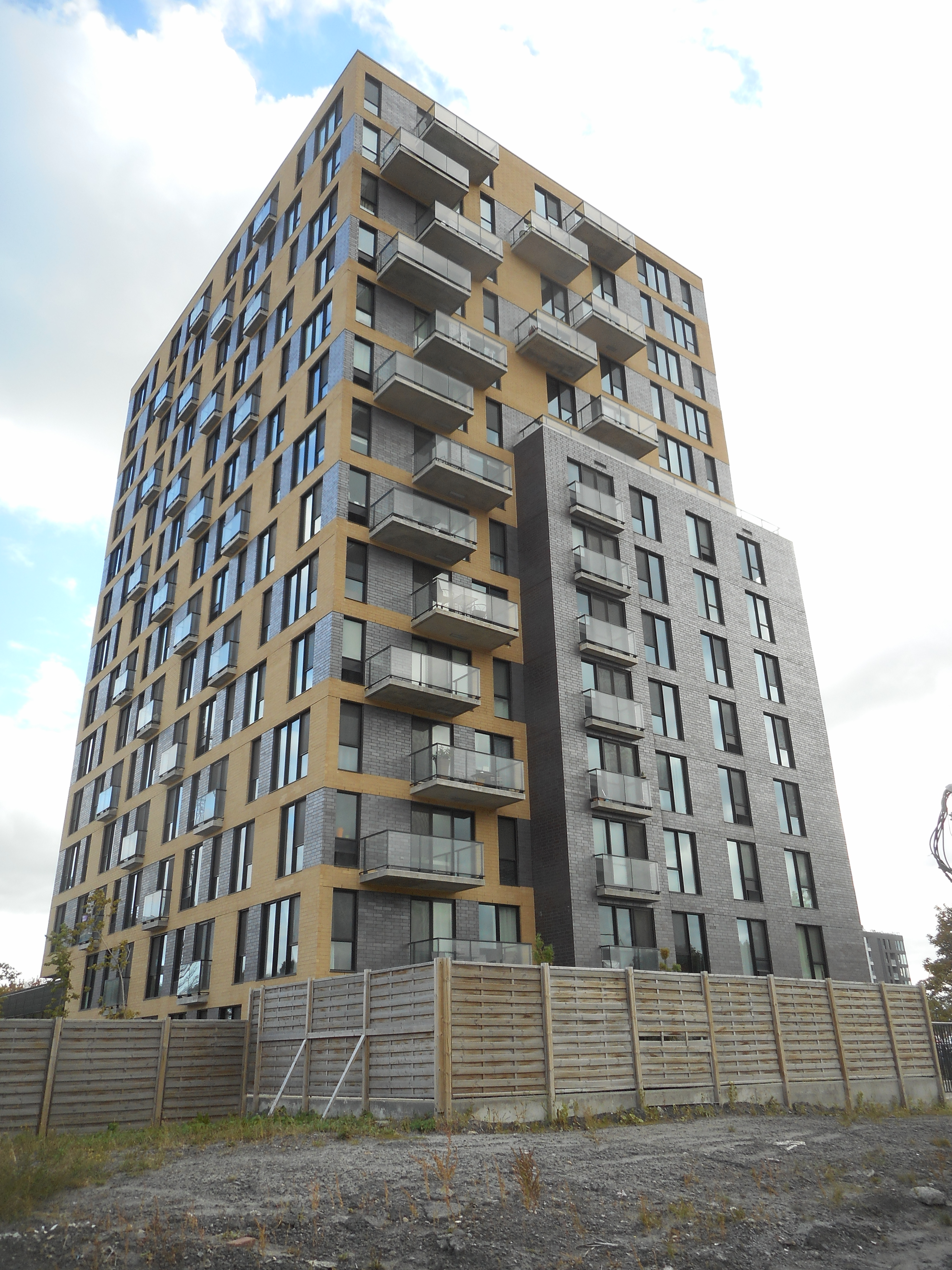
District Griffin sur le Parc
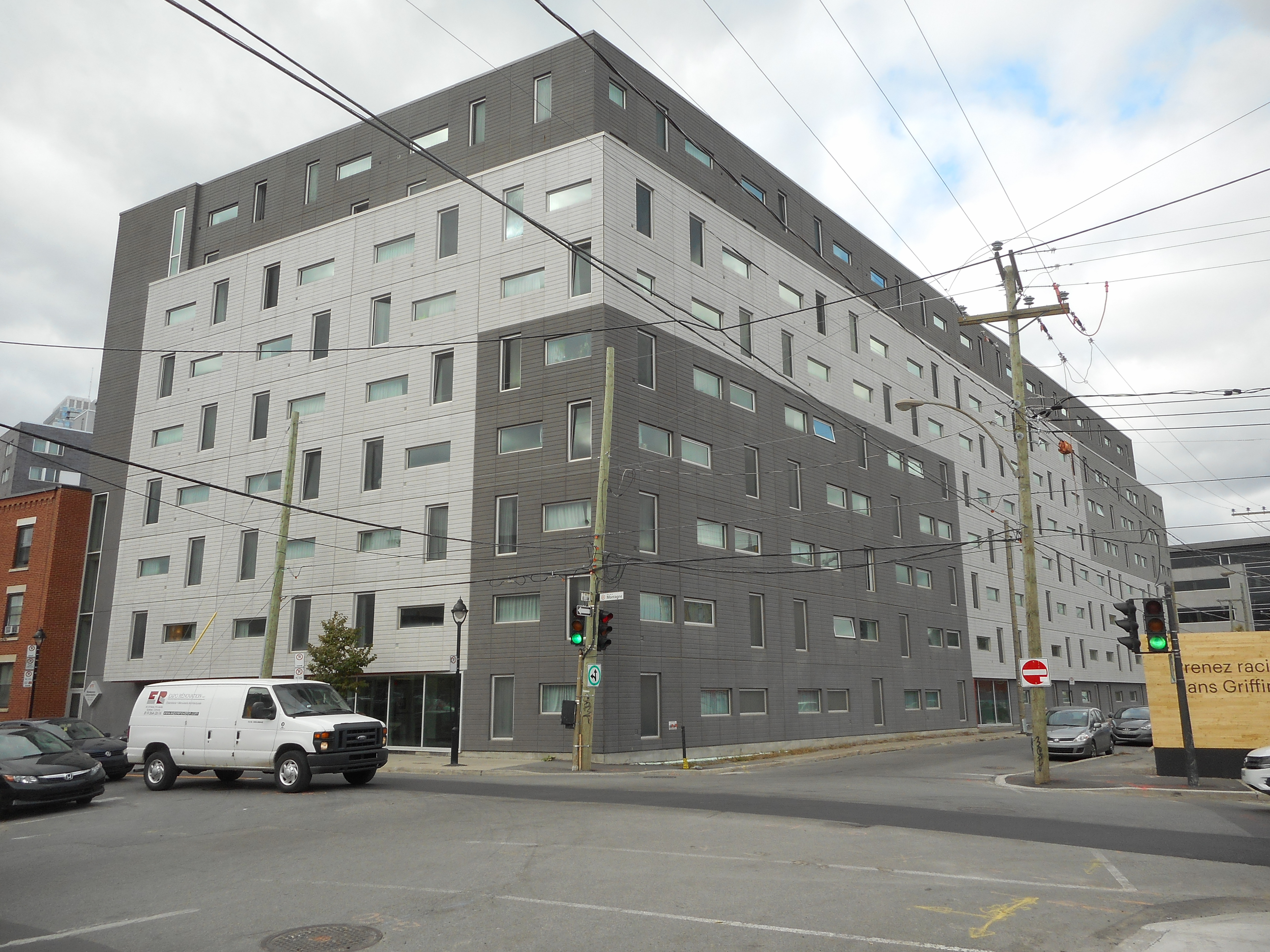
ETS Résidences étudiantes Phase 4
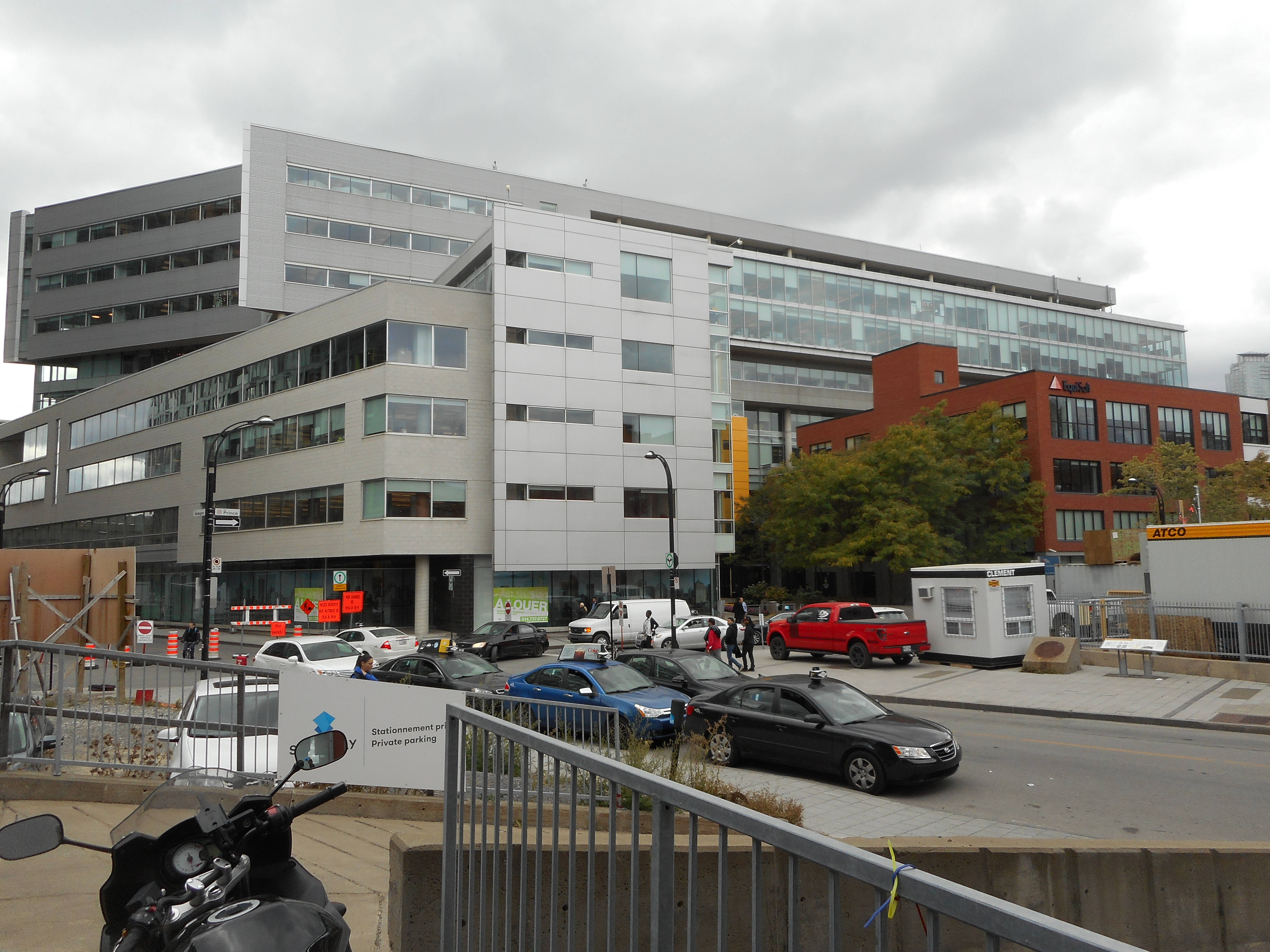
Édifice Cognicase